# Мясниково (Тимирязевское сельское поселение)
Мясниково — деревня в Лухском районе Ивановской области. Входит в состав Тимирязевского сельского поселения.

## География
Находится в восточной части Ивановской области на расстоянии приблизительно 3 км на северо-запад по прямой от районного центра поселка Лух.

## История
В 1872 году здесь (тогда Юрьевецкий уезд Костромской губернии) было учтено 14 дворов, в 1907 году — 24.

## Население
Постоянное население составляло 130 человек (1872 год), 156 (1897), 156(1907), 32 в 2002 году (русские 100 %), 25 в 2010.